# 香川耕二
香川 耕二（かがわ こうじ、1958年8月28日 - ）は、東京都出身の俳優。

## 出演

### 映画
- 痴漢電車 後ろで発車（1987年）
- SEX万葉集 シャボン玉伝説（1988年）
- ふるさとポルノ 名器悶絶（1988年）
- 姉妹連続レイプ えぐる!（1989年）
- 寝盗られ宗介（1992年）
- いつかA列車に乗って（2003年）
- 隠し剣 鬼の爪（2004年） - 奥戸 役
- 杉に生きる（2004年）

### テレビドラマ
- 宮本武蔵（1984年 - 1985年） - 小幡余五郎 役
- 啜り泣く石（1984年）
- おさんの恋（1985年）
- 匂いガラス（1986年）
- 太平記（1991年） - 北条貞冬 役
- 夏樹静子ミステリー アリバイの彼方に 第1作（2000年）
- 子連れ狼 第2話（2002年） - 紋之介 役
- 武蔵 MUSASHI（2003年） - 旦元 役
- 天罰屋くれない 闇の始末帖（2003年）
- 夢みる葡萄 〜本を読む女〜 第11話（2003年）
- 信濃のコロンボ事件ファイル 第6作（2004）
- 水戸黄門
  - 第33部 第22話（2004年） - 清水 役
  - 第34部 第12話（2005年） - 赤座左門 役
  - 第35部 第19話（2006年） - 足立十三郎 役
  - 第36部 第7話（2006年） - 蛯原 役
  - 第37部 第1話（2007年） - 源太 役
  - 第40部 第3話（2009年） - 阿部 役
  - 第42部 第17話（2011年） - 竜二 役
- 忠臣蔵 第5話（2004年）
- 剣客商売スペシャル（2004年）
- 土曜ワイド劇場 殺人被害者の妻（2005年）
- 名奉行! 大岡越前 第2シリーズ 第4話（2006年） - 房吉 役
- 浅見光彦シリーズ（中村俊介版）
  - 第26作（2007年） - 黒崎賀久男 役
  - 第43部（2012年） - 後藤 役
- 水曜ミステリー9 さすらい署長 風間昭平 第7作（2007年）
- 相棒 Season10 第16話「宣誓」（2011年、テレビ朝日）
- 土曜ワイド劇場 再捜査刑事・片岡悠介 第9作（2012年）

### 舞台
- お目出たい人（1995年）
- sweet hearts（1995年）（第1回インターナショナルブライダルEXPO'95幕張メッセスペシャルステージ）
- そして春の水は河となって流れ（2001年）
- 新宿 〜路地裏の空海〜（2001年）
- お葉〜晴雨と夢二に愛された女（2002年）
- 東京ウエポン 〜真夏の決闘〜（2002年）
- 横浜メリケン夜の宿（2014年）
- あんこ玉
- 刺青
- お梅哀歌
- おたふく物語
- 鬼の黄金伝説
- おんなの一生
- カッコーの巣の上を
- 贋・四谷怪談
- キャッチ・ミー
- 細雪
- 中国の不思議な役人
- 椿説・丹下左膳
- 天守物語
- どん底
- ネグリジェと十字架
- 八月のデラシネ
- ハンター・ハンター
- 白い病[1]